# 스카이 러브 액츄얼리
팬택 스카이 러브 액츄얼리(Pantech SKY Love Actually)는 팬택이 2009년 7월에 출시한 피처폰이다.